# Georgi II. Terter
Georgi II. Terter, auch Georg II. Terter (bulgarisch Георги II Тертер) war zwischen 	1322–1323 Zar von Bulgarien, der letzte aus dem Hause Terter. Er war Sohn des bulgarischen Zaren Todor Swetoslaw und Evrosina.